# Течёт ручей (песня)
Течёт ручей — песня и название второго альбома ансамбля «Золотое кольцо». Считается одной из главных песен в репертуаре Надежды Кадышевой.

## Создание

### Авторы
Слова для песни написал поэт-песенник из города Лобня Пётр Николаевич Черняев, известный сотрудничеством с такими композиторами и исполнителями, как Евгений Родыгин, Григорий Пономаренко, Людмила Зыкина, Валентина Толкунова и др..
Композитором выступил супруг Надежды Кадышевой и многолетний руководитель ансамбля «Золотое кольцо» Александр Костюк.

## Критика
В ответ на обвинение в «ненародности» и «пошлости» манеры исполнения Надежды Кадышевой, Дмитрий Фомин (исполнительный продюсер театра «Золотое кольцо»), в качестве контраргумента, заметил, что такие песни, как «Течёт ручей», «Я не колдунья», «Снег летит», «стали хитами — многие признают [их] народными», несмотря на авторские тексты.
Корреспондент газеты «Советская Белоруссия» так отозвался о творчестве солистки «Золотого кольца»:

…Кадышева, ведомая мужем и композитором Александром Костюком, знает наверняка, что нужно слушателям, уставшим от фольклорной «клюквы» и «фонограммщиков». Со времён её хитов «Течёт ручей, бежит ручей», «Зелёные глаза», «Колдунья» ничего более адекватного мироощущению меломана-обывателя, видимо, не появилось.
— Статья «Семнадцать вдохновений июля», газета «Советская Белоруссия» за 16 мая 2008 г. (авт. — В. Попова)

## Награды и признание
Произведение стало финалистом конкурса «Песня года — 99».
В канун майских праздников 2009 года песня звучала в московском метро (другой песней в исполнении Надежды Кадышевой в те дни стала «Москва златоглавая»). Два месяца спустя артисты «Золотого кольца» выступили с песней «Течёт ручей» на сцене фестиваля «Славянский базар», в рамках сольной программы Надежды Кадышевой.